# Bette (bateau)
Pour les articles homonymes, voir Bette.
Une bette (beta ou beto en occitan provençal) est une barque de pêche côtière traditionnelle à fond plat, emblématique du Golfe du Lion en mer Méditerranée, des étang de Berre, aux étang de Leucate, et des environs de Marseille... Variante des pointus, mourre de pouar, barquette marseillaise, et barque catalane..., elles sont propulsées par rame, perche, voile latine, et moteurs Baudouin,. 

## Histoire

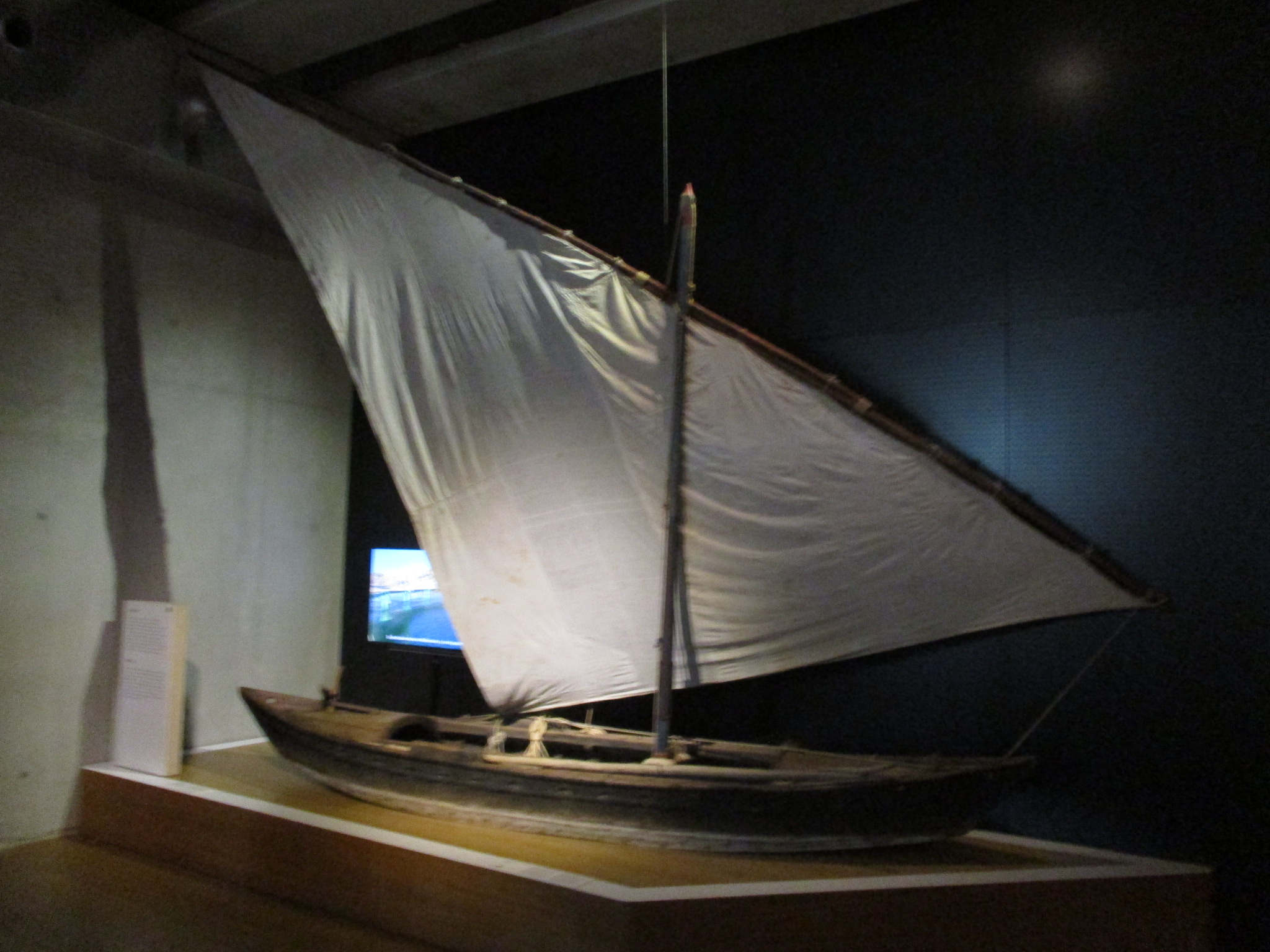
Barque pointue antique à voile latine, du musée des civilisations de l'Europe et de la Méditerranée.

D'après le musée des Civilisations de l'Europe et de la Méditerranée de Marseille, les origines de ce type de barque de pêche propulsée par voile-aviron remontent à l'antiquité (avec une  forme de coque pointue dérivée des premières pirogues Néolithique de la préhistoire). 
Rustiques, légères, rapides, maniables, et économiques, elles étaient traditionnellement construites avec les restes du bois de marine utilisé pour la construction des pointus et des barquettes marseillaises. De dimensions modestes (4 à 8 m) dépourvues de quille ou de dérive, ces embarcations ne permettaient que la petite pêche sur lac et pêche côtière, et appartenaient aux pêcheurs les plus modestes. Elles étaient tirées à terre quand le temps était mauvais (sur cale maritime ou échouées sur les plages). À l'image des pointus plus imposants, la poupe (avant) et la proue (arrière) sont symétriquement pointues (contrairement à la barquette marseillaise aux poupe ou proue plus arrondies). 
La bette marseillaise a séduit un public plus vaste et, tout en restant un petit bateau de pêche, s’est adaptée à la navigation de plaisance. Associée au cabanon, elle est devenue un symbole de l’art de vivre marseillais. Sous l’impulsion de plaisanciers régatiers, on a vu apparaître au début du XXe siècle une véritable flottille de bettes de régate, bateaux de course sur-toilés et sportifs, mais arborant toujours une grande voile latine. 

Baie de Collioure des Pyrénées-Orientales, en 1950.
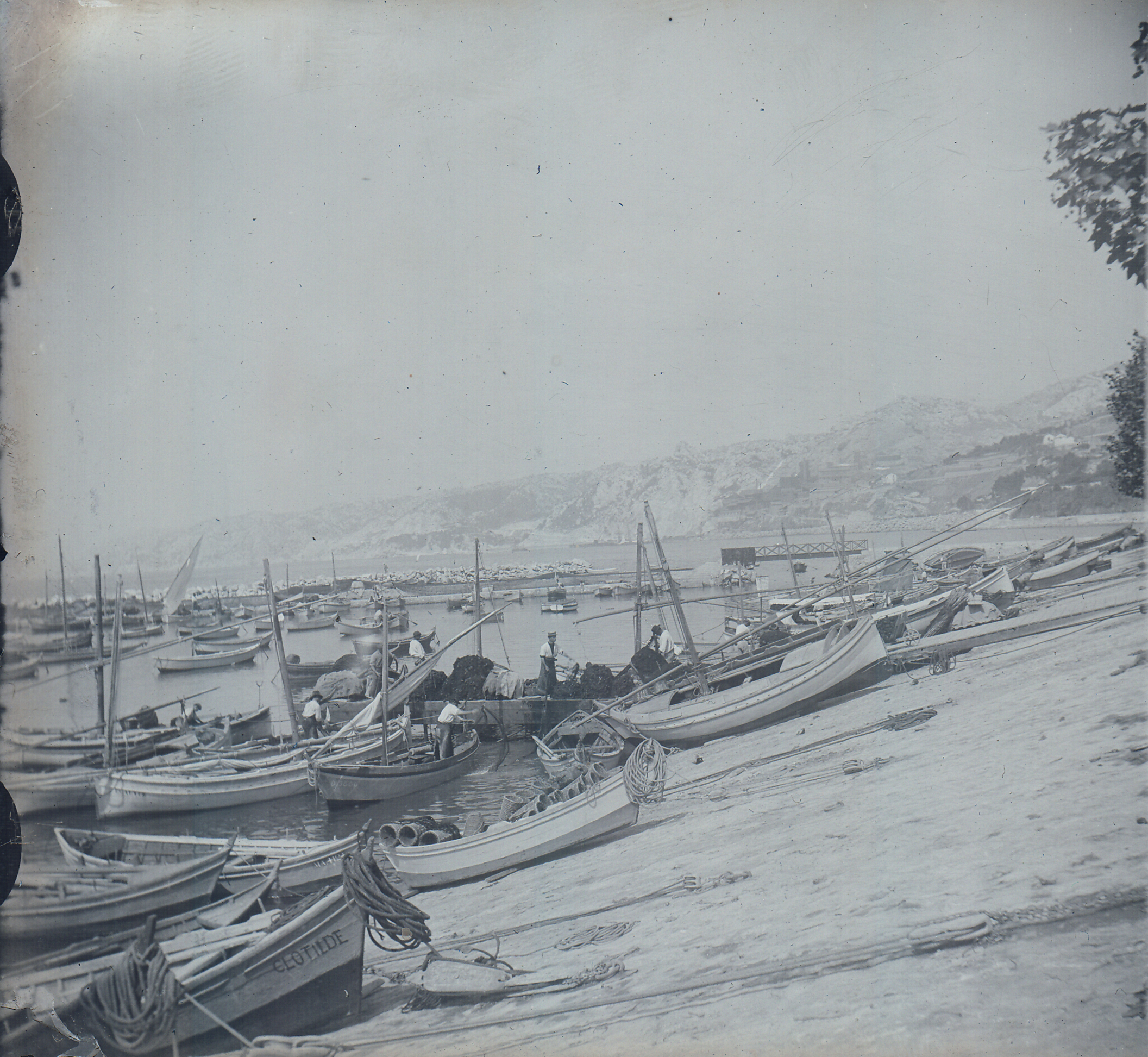
Port de L'Estaque de Marseille, en 1906.
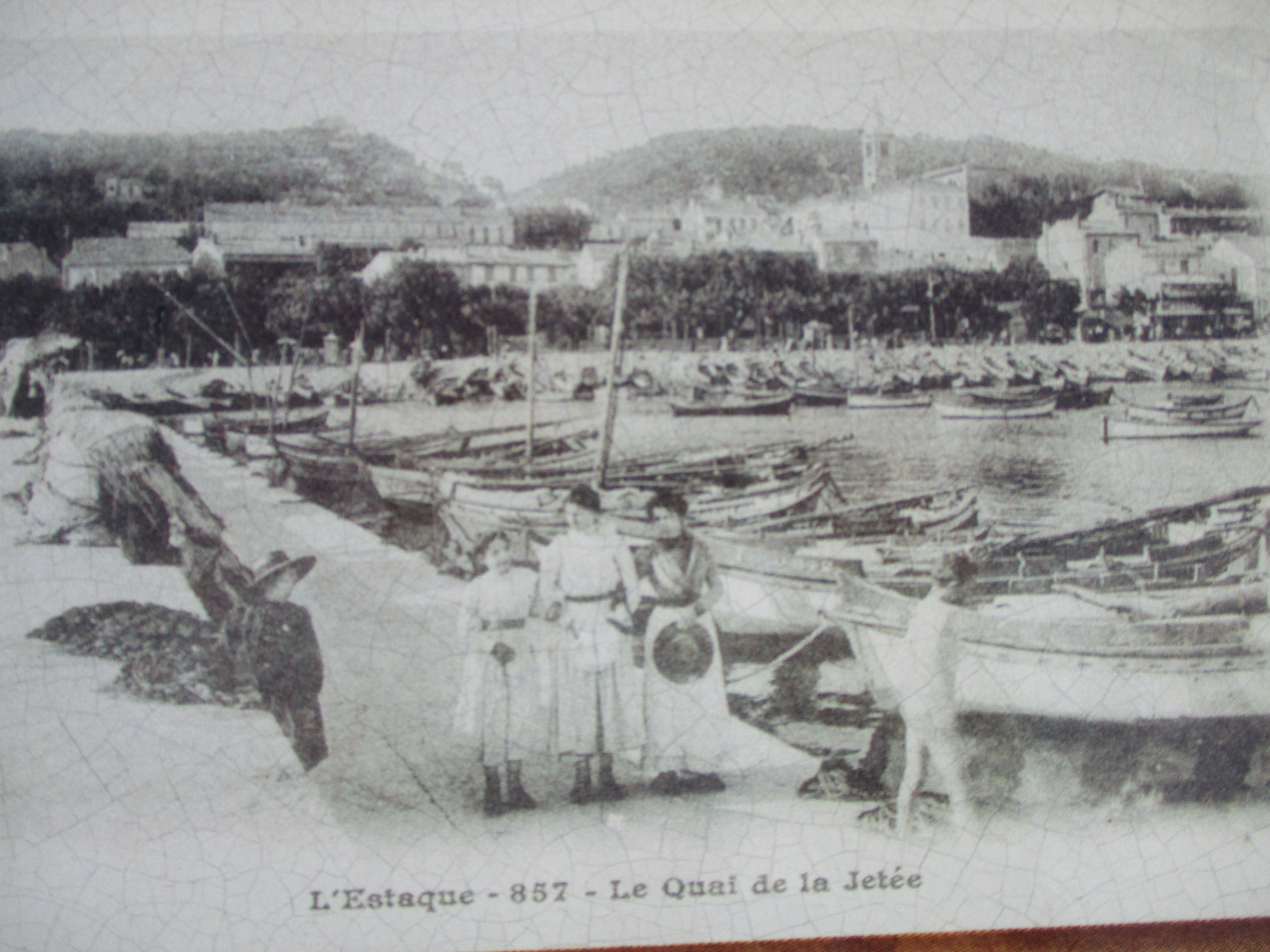
Port de L'Estaque de Marseille, vers 1900.
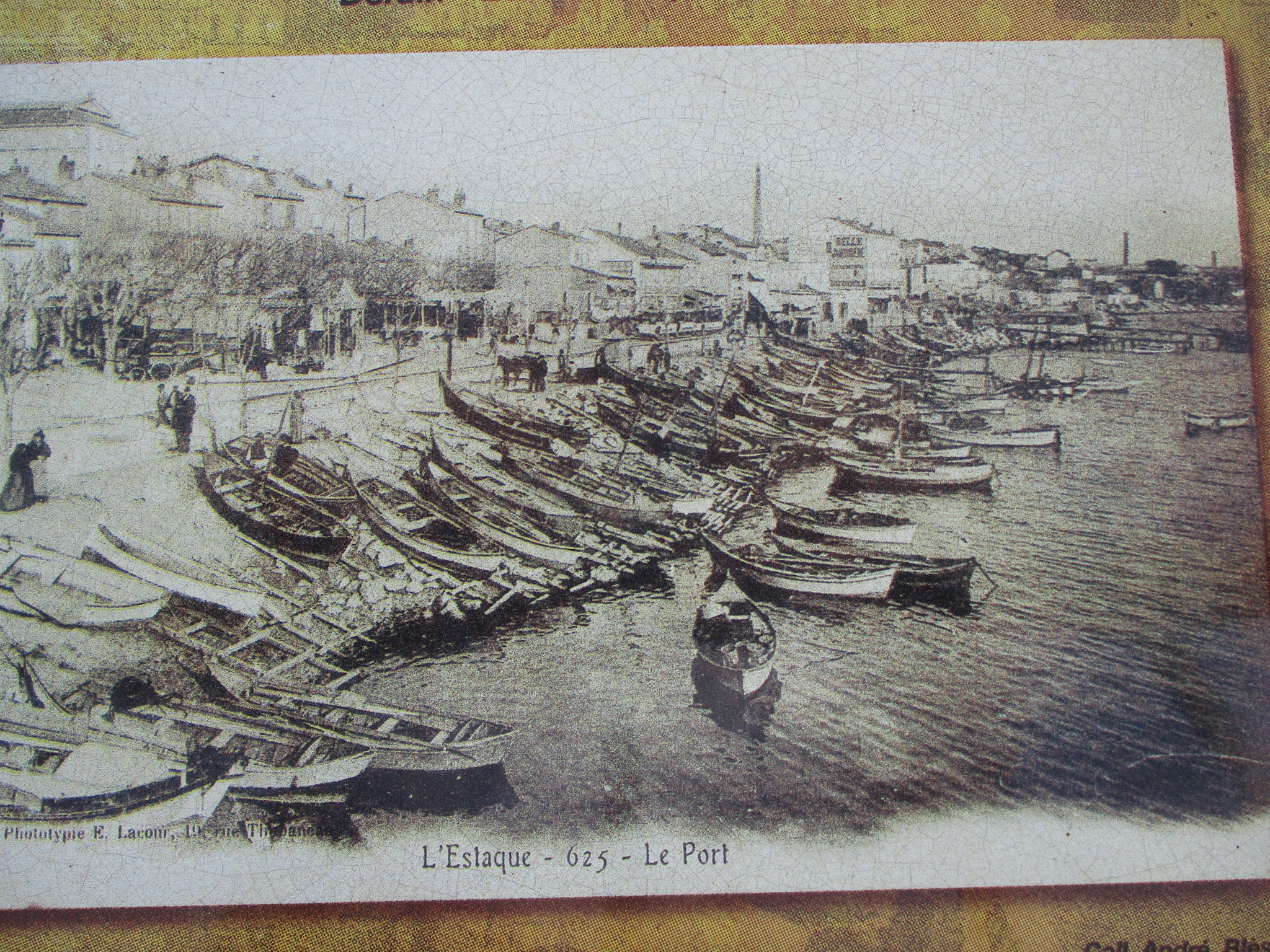
Port de L'Estaque de Marseille, vers 1900.
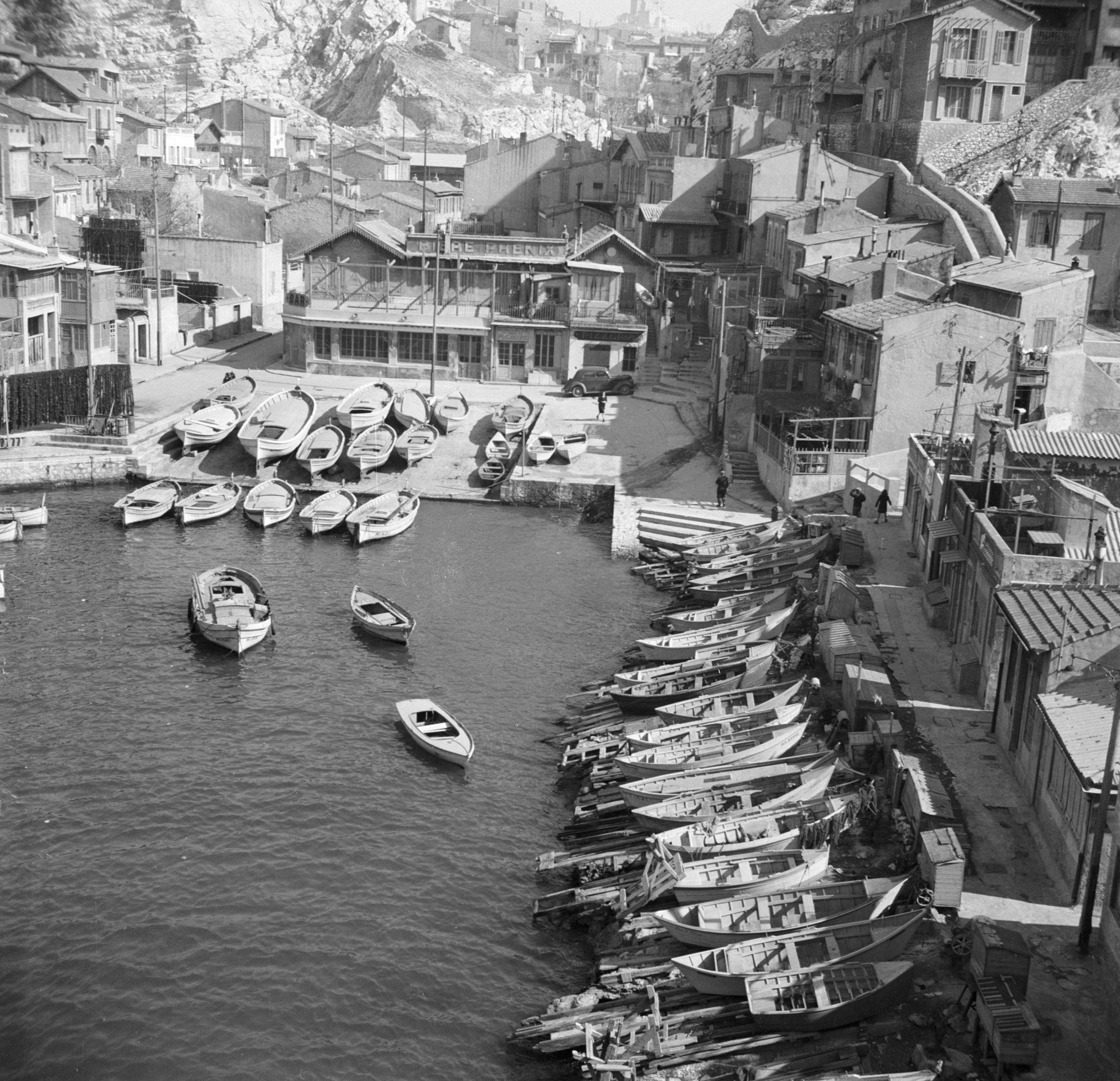
Vallon des Auffes Marseille (Bouches-du-Rhône), en 1935.

En Languedoc, elles sont souvent appelées « Nacelle » ou « Negafol » (« qui noie les fous ») en raison des accidents survenus lors d'une arrivée brutale de mauvais temps auquel la vétusté de l'embarcation ne peut résister. 
En Catalogne, elle peut être synonyme de barque catalane.

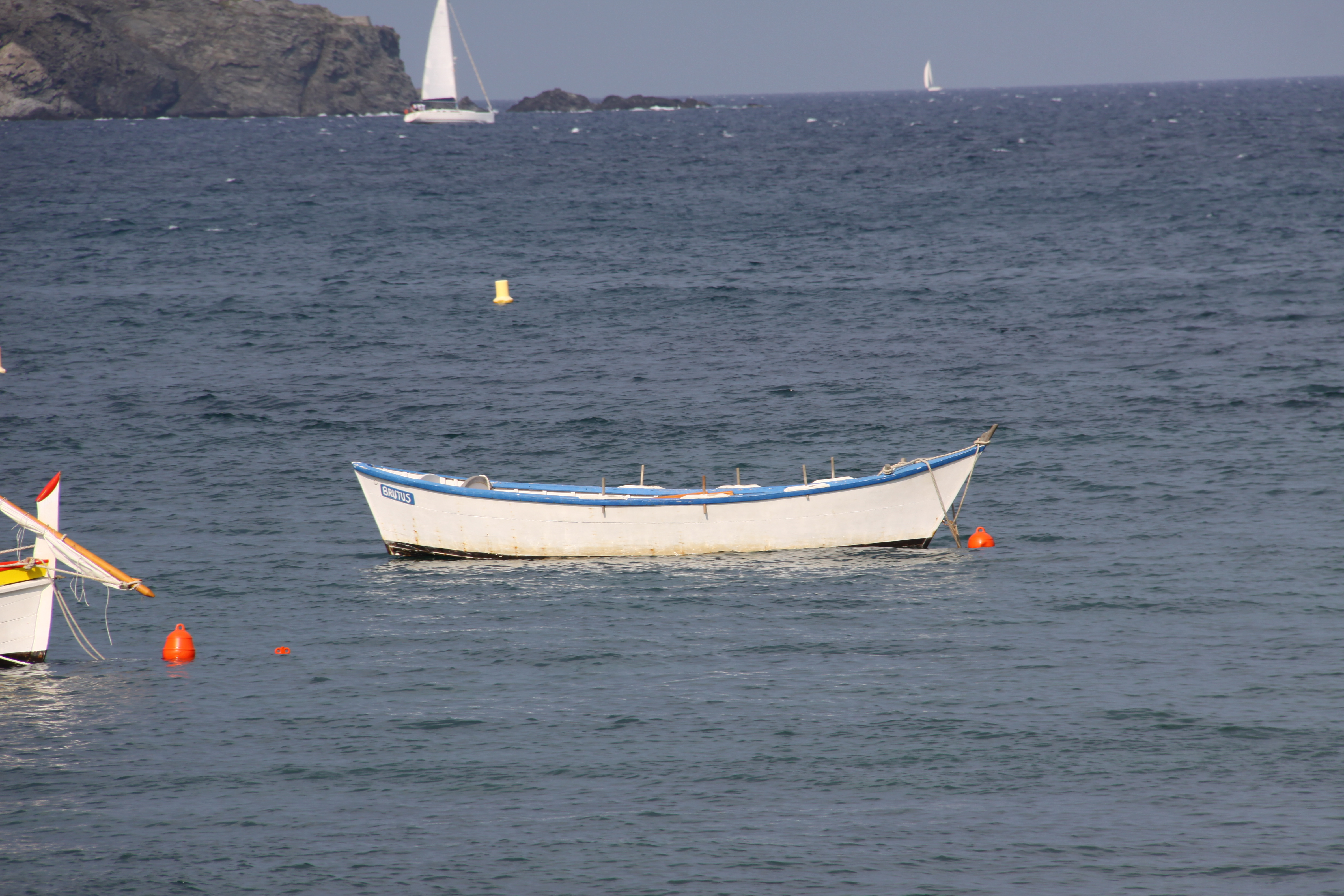
La bette Brutus, de  l'anse de Paulilles des Pyrénées-Orientales.
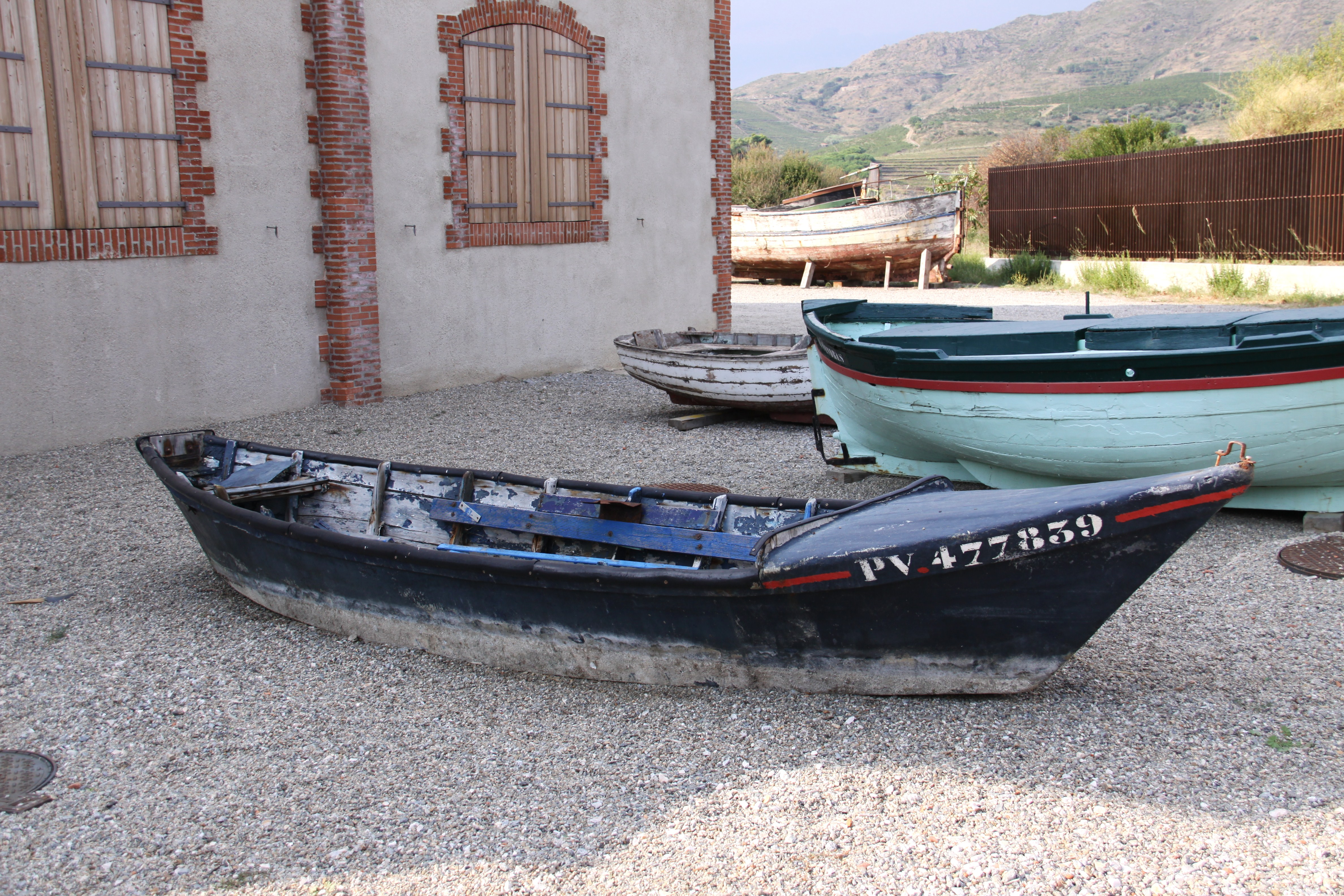
La bette Alexandre, des années 1930, de l'anse de Paulilles.
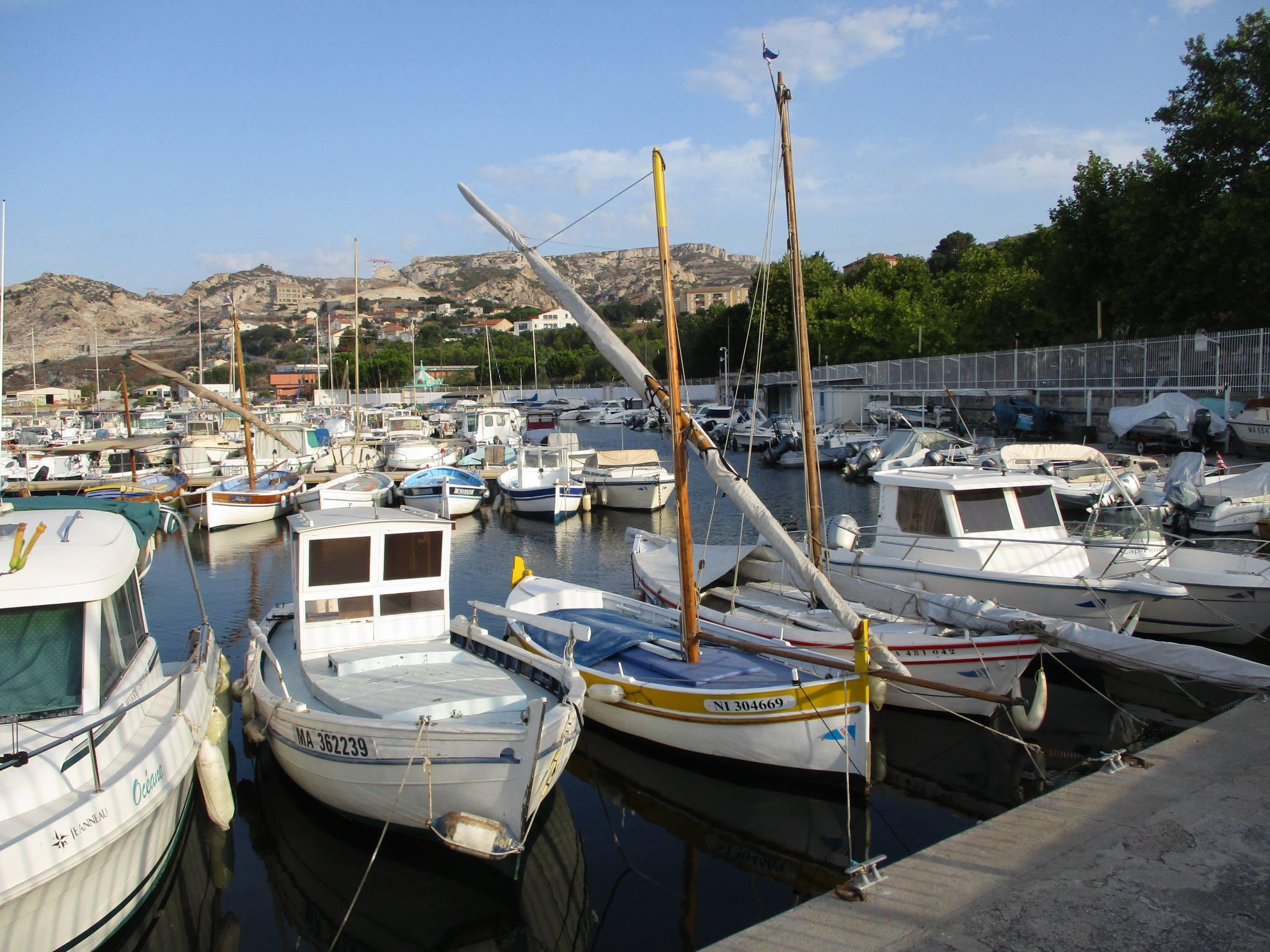
Barquette marseillaise, pointu, et bette provençale, du port de L'Estaque de Marseille.
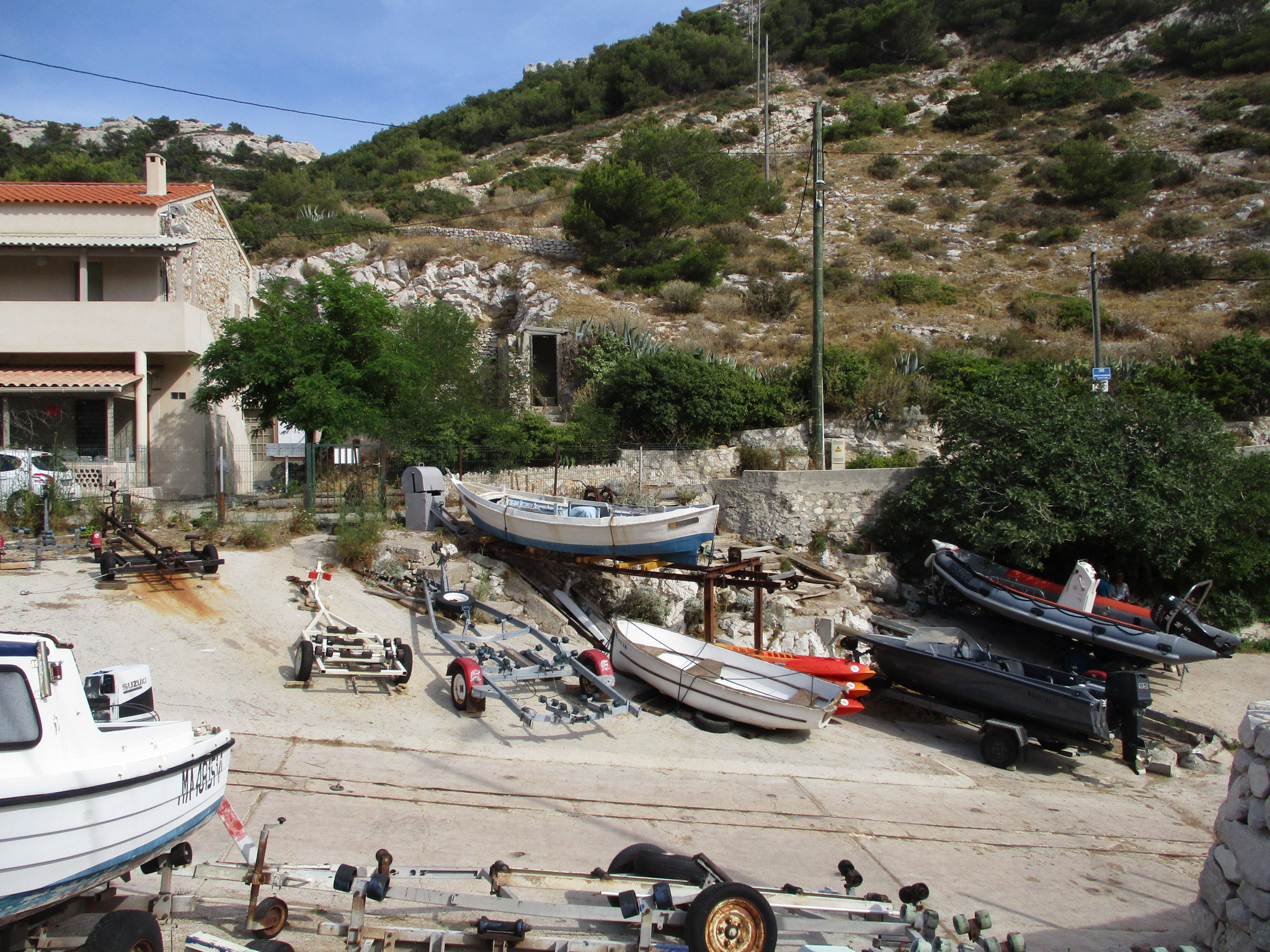
Bette sur cale des Goudes, des calanques de Marseille.

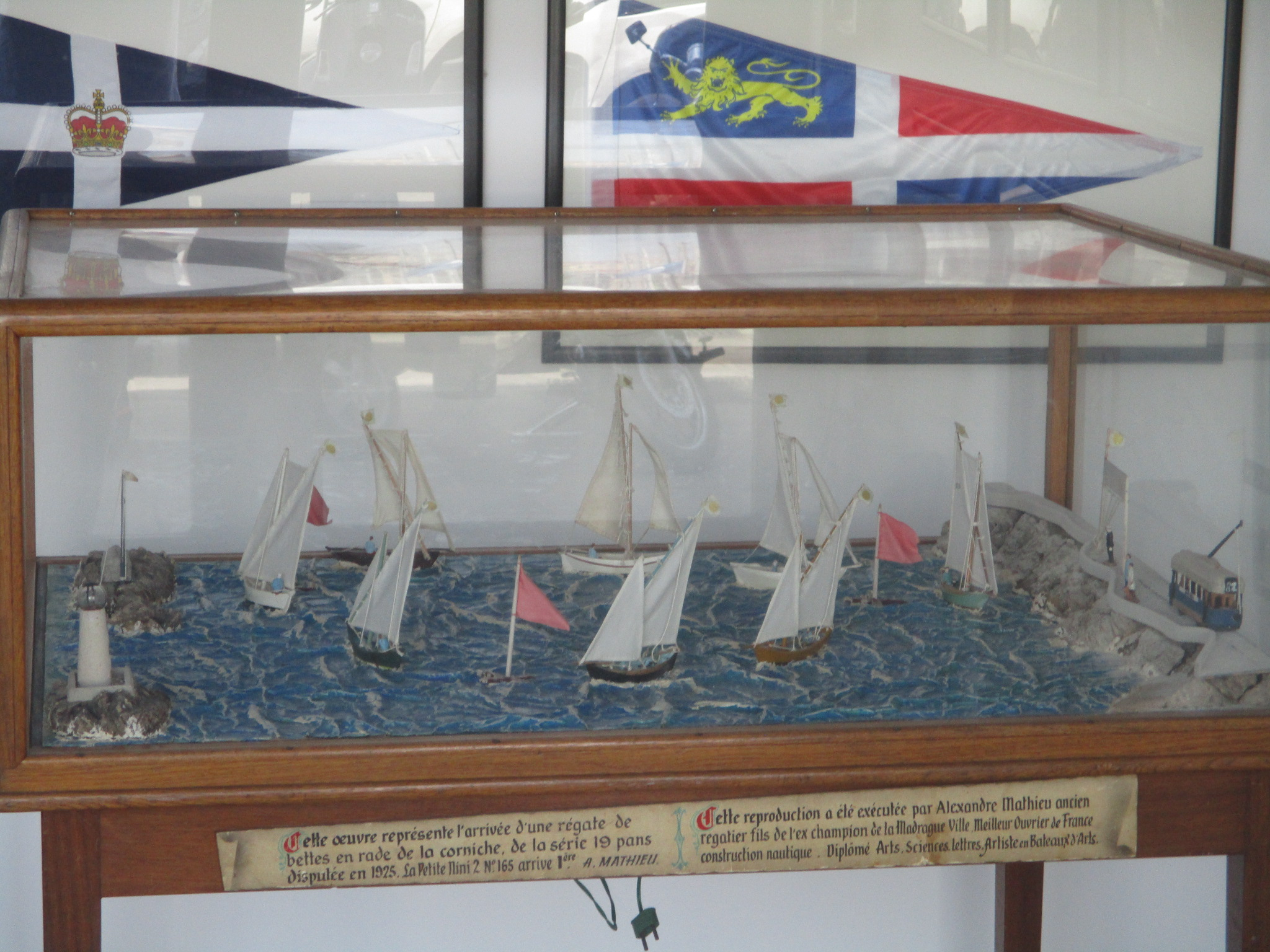
Maquette de l’arrivée d'une régate de bettes en rade de la corniche de Marseille en 1925 (du nautic-club du vieux-Port de Marseille).

## Propulsion
Ces embarcations sont propulsées soit à la rame, ou avec une perche, soit à la voile (grée d'une voile latine et parfois également d'un foc). Par la suite elles ont été équipées de moteurs.

## Utilisation
Elles sont utilisées pour la pêche traditionnelle sur étang ou pour la pêche côtière, ainsi que pour le déchargement de marchandises, depuis les gros navires vers la terre (port de Marseille). Des régates de bettes ont été organisées, avec gréement renforcé.

## Art
Quelques représentations artistiques, entre autres de Vincent van Gogh avec sa série « Saintes-Maries ».

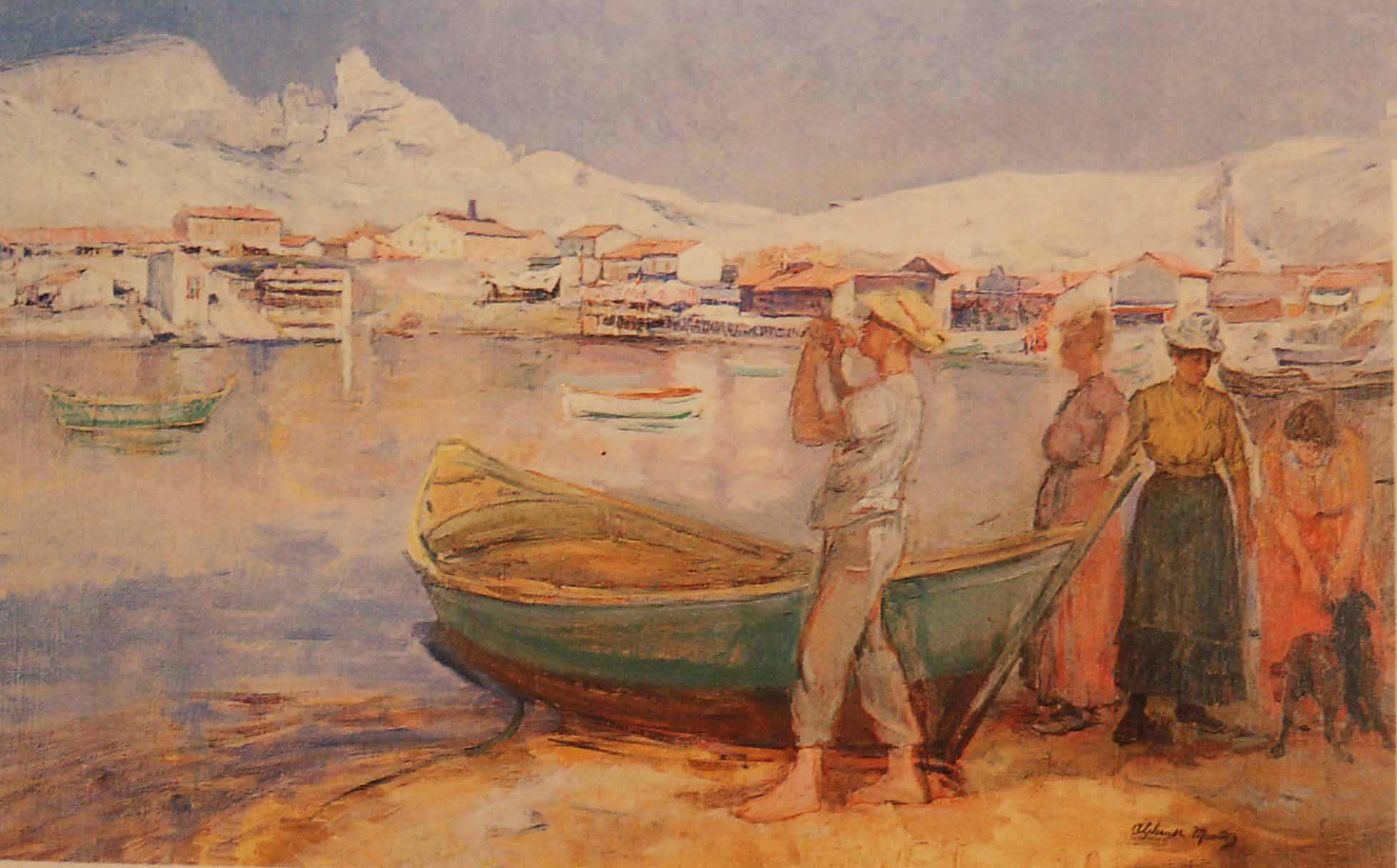
Le port des Goudes, par Alphonse Moutte (1910).
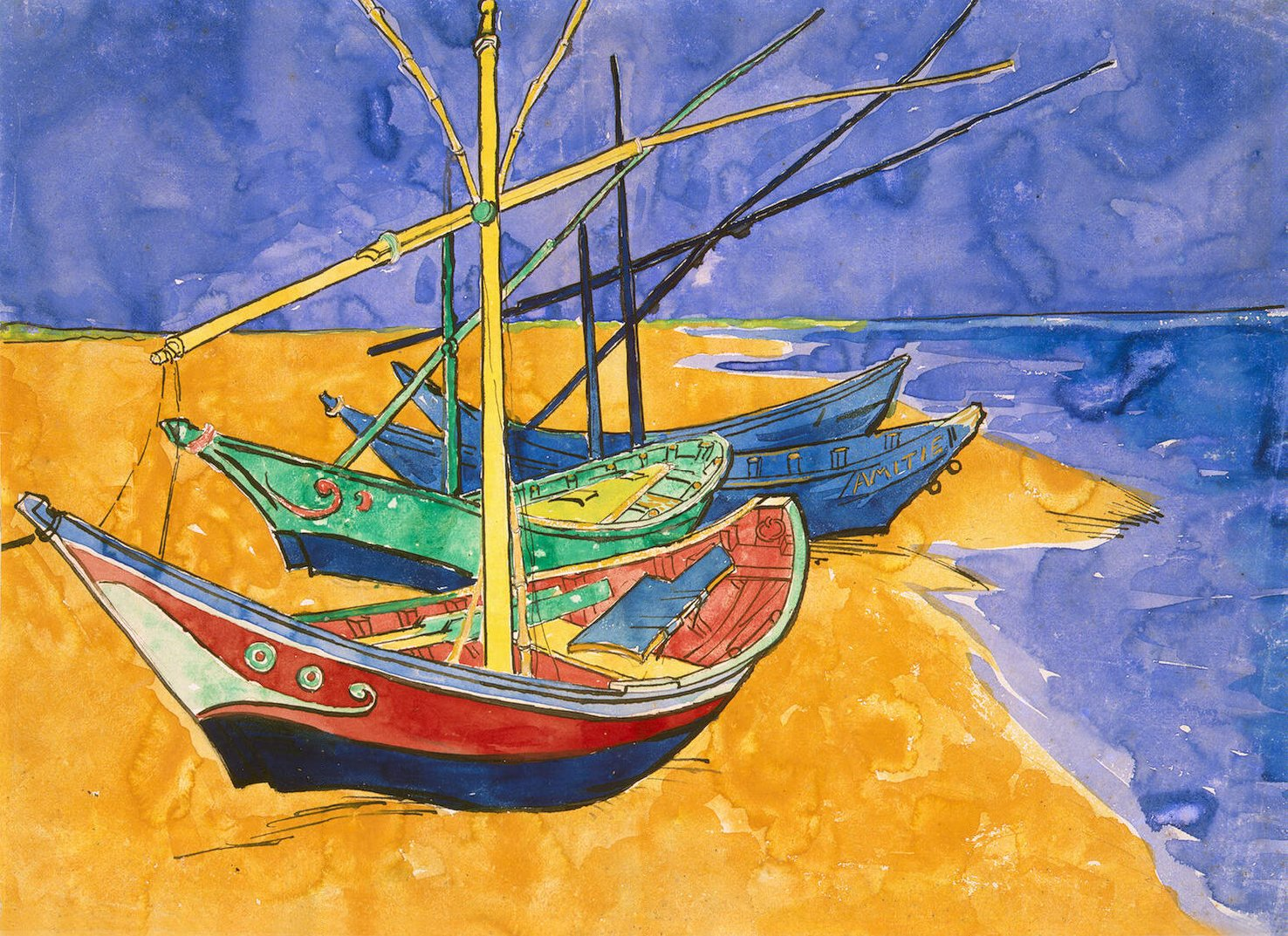
Bateaux de pêche sur la plage des Saintes-Maries-de-la-Mer, par Vincent van Gogh (musée de l'Ermitage de Saint-Pétersbourg).
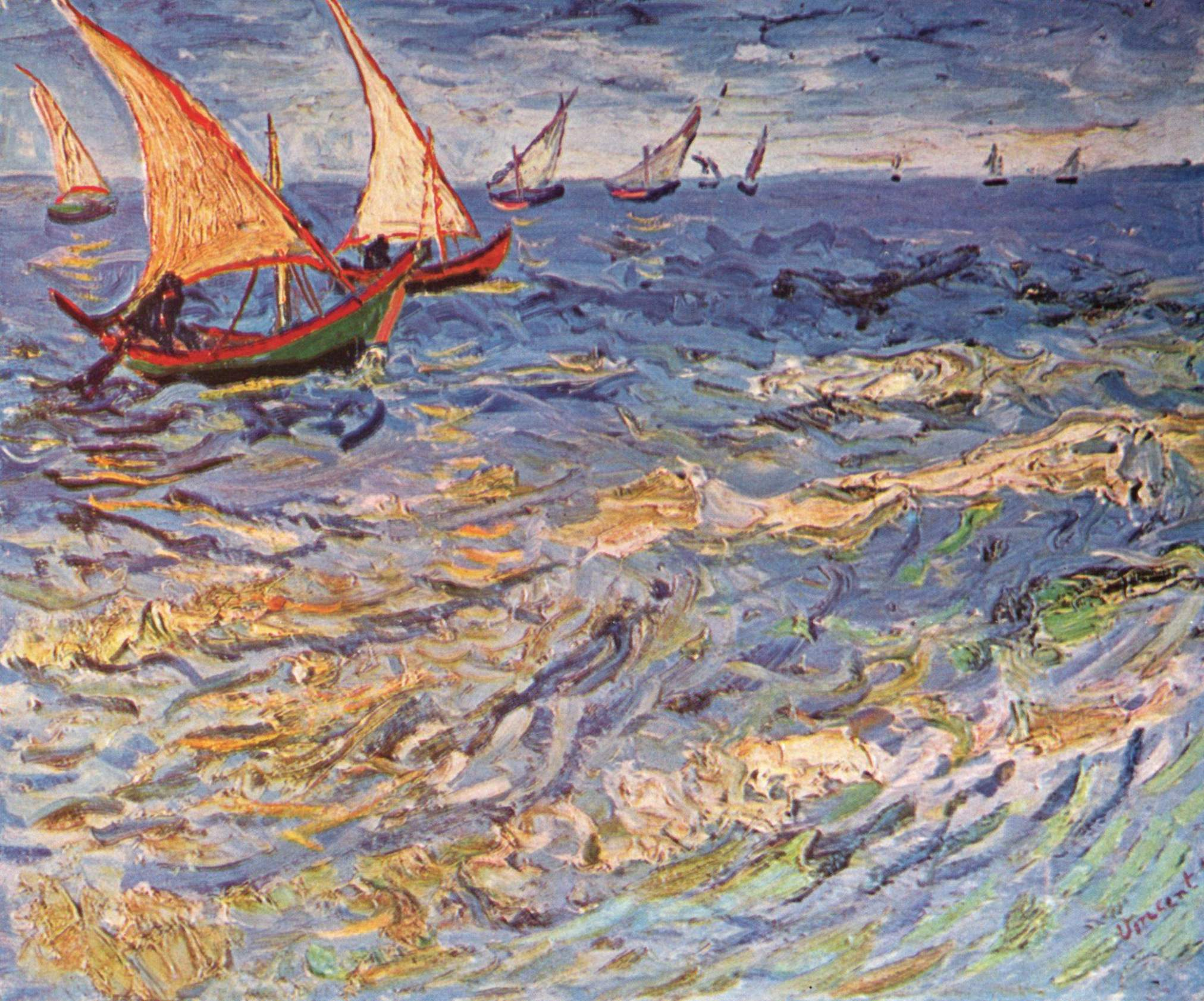
Bateaux sur la mer, Saintes-Maries-de-la-Mer, par Vincent van Gogh (musée des Beaux-Arts Pouchkine de Moscou).